# ГЕС Tukahe
ГЕС Tukahe (土卡河水电站) — гідроелектростанція на півдні Китаю у провінції Юньнань. Знаходячись між ГЕС Gelantan (вище по течії) та ГЕС Пак-Ма (на території В'єтнаму), входить до складу каскаду на річці Лісяньцзян (у В'єтнамі — Да), правій притоці Хонгхи (біля Хайфона впадає у Тонкінську затоку Південно-Китайського моря).
В межах проекту річку перекрили гравітаційною греблею із ущільненого котком бетону висотою 59 метрів та довжиною 300 метрів, яка потребувала 240 тис. м3 матеріалу (всього під час зведення комплексу використали 570 тис. м3 бетону), а також проведення робіт з екскавації 220 тис. м3 породи. Споруда утримує водосховище об'ємом 78 млн м3 (корисний об'єм 12 млн м3), в якому припустиме коливання рівня поверхні у операційному режимі між позначками 365 та 368 метрів НРМ (під час повені останній показник збільшується до 366,2 метра НРМ).
Пригреблевий машинний зал обладнали трьома пропелерними турбінами потужністю по 55 МВт, які використовують напір у 31,5 метра та забезпечують виробництво 707 млн кВт-год електроенергії на рік.